# Mont Paine
Pour les articles homonymes, voir Paine.
Le mont Paine est le point culminant de la chaîne La Gorce, à 3 330 mètres d'altitude, dans la chaîne de la Reine-Maud, dans la chaîne Transantarctique. Il est découvert par l'équipe géologique menée par Quin Blackburn de l'expédition Byrd en décembre 1934. Il est nommé par Richard Byrd en l'honneur de Stuart D.L. Paine, navigateur et opérateur radio pour l'équipe.